# Мурашки (телесериал)
«Мурашки» (англ. Goosebumps) — канадско-американский телесериал-антология ужасов, ставший впоследствии культовым. Сериал является экранизацией произведений Роберта Лоуренса Стайна. В эфир вышло четыре сезона сериала, что составило 74 эпизода. В итоге было экранизировано 43 повести.

## Сюжет
Главные герои — обычные дети 12-14 лет, которые попадают в различные страшные ситуации, в которых им приходится сталкиваться с призраками, монстрами, зомби, пугалами, оборотнями, вампирами, мумиями, клоунами, маньяками, живыми куклами, ведьмами, скелетами, чертями, и прочей нечистью.

## Эпизоды
| Сезон | Сезон | Эпизодов | Даты трансляций  | Даты трансляций |
| Сезон | Сезон | Эпизодов | Начало сезона    | Конец сезона    |
| ----- | ----- | -------- | ---------------- | --------------- |
|       | 1     | 19       | 27 октября 1995  | 17 мая 1996     |
|       | 2     | 25       | 10 октября 1996  | 20 июля 1997    |
|       | 3     | 22       | 6 сентября 1997  | 16 мая 1998     |
|       | 4     | 8        | 14 сентября 1998 | 16 ноября 1998  |

## Премьеры в мире
- 27 октября 1995 года в США
- 28 октября 1995 года в Канада
- 3 апреля 1996 года в Италия
- 19 ноября 1996 года в Великобритания
- 23 августа 1997 года в Франция
- 31 октября 1997 года в Германии
- 7 апреля 1998 года в Япония
- 18 апреля 1998 года в Польша
- 15 мая 1999 года в Россия
- 16 мая 2006 года в Индия

## Наследие

### Продолжение
У сериала есть два непрямых сиквела: «Комната кошмаров» (2001—2002) и «Р. Л. Стайн: Время призраков» (2010—2014).

### Ремейк
28 апреля 2020 года было объявлено, что перезапуск сериала находится в разработке Scholastic Entertainment, Sony Pictures Television и продюсерской компанией Original Film Нила Морица, которая продюсировала фильм 2015 года, и его продолжение. 13 октября 2023 года на Disney+ и Hulu состоялась премьера нового сериала — «Ужастики».